# Kalkflachmoor und Kalkquellfluren nordwestlich Brand

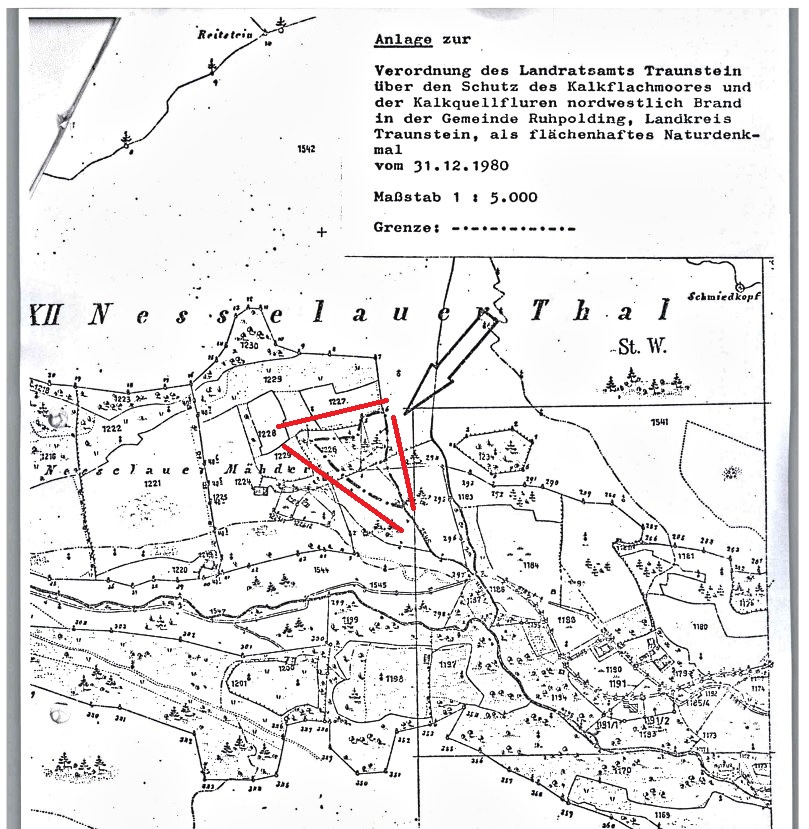
Lageplan Amtsblatt

Das Kalkflachmoor und die Kalkquellfluren nordwestlich Brand in der Gemeinde Ruhpolding sind ein 0,70 ha großes flächenhaftes Naturdenkmal im Landkreis Traunstein.
Es erhielt im Dezember 1980 durch Verordnung des Landratsamtes Traunstein den Schutzstatus und wird unter der Nummer ND-01268 gelistet.

## Schutzzweck
Das Kalkflachmoor und die Kalkquellfluren sind als flächenhaftes Naturdenkmal zu schützen, da es sich hier qualitativ um einen hochwertigen Biotop handelt und seine Erhaltung wegen seiner hervorragenden Eigenart und Seltenheit, seiner ökologischen, wissenschaftlichen, floristischen und faunistischen Bedeutung im öffentlichen Interesse liegt.
Die Quellen speisen den Nesselauer Graben, einen Zufluss der Urschlauer Achen.